# Октябрь (Клепиковский район)
Октябрь — поселок в Клепиковском районе Рязанской области. Входит в состав Колесниковского сельского поселения.

## География
Находится в северной части Рязанской области на расстоянии приблизительно 45 км на восток-юго-восток по прямой от районного центра города Спас-Клепики в лесном массиве.

## История
Показан на карте 1986 года. Также отмечен на карте 1941 года.

## Население
Численность населения: 21 человек в 2002 году (русские 100 %), 20 в 2010.